# Llac de Juclar
El Llac de Juclar o Estany de Juclà és el més gran del Principat d'Andorra. És d'origen glacial, té una extensió de 21,3 hectàrees (0,21 km²) i es troba a la Vall d'Incles, a la parròquia de Canillo, a 2.300 m d'altitud. Està format per dos estanys, el de l'oest és el més gran. A pocs metres cap al sud-est hi ha el Refugi de Juclar, reformat i modernitzat l'any 2009 i amb capacitat per a 45 persones.
Per la vall d'Incles hi discorre el riu Juclar.
L'etimologia de Juclar prové del llatí: claru "massís muntanyós sense arbres" i amb el prefix Ju (de jus: sota).

## Fauna i flora
- Tritó del Pirineu (Euproctus asper)
- Truita de riu
- Regalèssia de muntanya (Trifolium alpinum)
- Ranuncle (Ranunculus lanuginosus)
- Anemone alpina